# Melanaphis montana
Melanaphis montana är en insektsart. Melanaphis montana ingår i släktet Melanaphis och familjen långrörsbladlöss. Inga underarter finns listade i Catalogue of Life.